# Сеница (Словакия)
 Тази статия е за града в Словакия.  За окръга вижте Сеница (окръг).  
Сеница (на словашки: Senica) е град в югозападна Словакия, в Търнавски край, в окръг Сеница. Населението му е 19620 души.
Разположен на 208 m надморска височина, на 84 km североизточно от столицата Братислава. Първото споменаване на селището е от 1217 година, като до построяването на железниците през XIX век то е важен търговски пункт на пътя, свързващ Буда и Прага. През 1918 година градът преминава от Унгария в новосъздадената Чехословакия, а през 1993 година – в самостоятелна Словакия.